# Serafina y Arcángela
Serafina y Arcángela es una ópera cómica en dos actos con seis escenas en cada uno. Libreto de D. J. Carlile basado en la novela Las muertas de Jorge Ibargüengoitia y musicalizado por José Enrique González Medina.

## Sinopsis

### Acto Primero
- Escena I: La Venganza (Un cuarto de hotel en la ciudad de El Salto de la Tuxpana, el día de San Valentín, 1963). El sueño de Serafina: Simón Corona está siendo asaltado en su panadería justamente cuando cerraba. Ya presenta golpes y se encuentra de rodillas con los brazos en alto, sostenidos por dos hombres. Ellos son los cómplices de Serafina Baladro, una de las hermanas llamadas popularmente Poquianchis. Simultáneamente, una pareja ajena a estos acontecimientos baila un tango también dentro de la panadería. Aparece Serafina con una pistola y empieza a insultar a Simón. Un reportero y un fotógrafo entran a la panadería e interrumpen a Serafina. Le piden que les permita hacer un reportaje y tomar algunas fotografías sobre su asesinato de Simón Corona. Serafina respnde que esperen hasta que lleve a cabo el homicidio. Al momento ejecuta a Simón, que cae muerto. Una muchacha entra a la panadería y le pide permiso a Serafina para poder comprar pan y ella le diece que sí, pero que tenga cuidado de no tropezar con el cadáver de Simón. Serafina despierta de su sueño con pánico. Ella ha viajado al Salto de la Tuxpana justamente para vengarse de Simón Corona y pretende matarlo. Ya más tranquila canta sobre su satisfacción de poder vengarse finalmente de Simón. Levanta el auricular y alerta a sus cómplices para que estén listos. Toma su pistola, la revisa y sale de la habitación.
- Escena 2: El interrogatorio (En la sala principal del prostíbulo clausurado El Casino del Danzón en la ciudad de Concepción de Ruiz y también en la estación de policía de El Salto de Tuxpana, tres semanas después). Las hermanas Baladro están viviendo en secreto en su prostíbulo clausurado. Serafina acaba de tratar de asesinar, sin éxito, a Simón Corona. Su hermana Arcángela, hace una lectura de Tarot a Serafina. La lectura no es buena y Serafina se burla de su hermana y de sus cartas. Se reconcilian y hacen memoria de su primer prostíbulo, La Casa del Molino. También recuerdan cómo su suerte cambió cuanto una prostituta se les murió. Recuerdan cómo manipularon a Simón para que hiciera desaparecer el cuerpo de la mujer. Continúan burlándose de Simón aunque Serafina se mantiene ambivalente sobre él. Al mismo tiempo, Simón está siendo interrogado por el detective Luis Pacheco. Simón ha sido víctima de un asalto a su panadería y tiene un brazo en un cabestro. En una entrevista anterior, ya había identificado a Serafina Baladro como la autora del asalto. Le da sus datos personales al detective y le explica la historia de su relación con Serafina. Al detective le cuesta trabajo aceptar una relación tan tortuosa. Simón defiende a Serafina y recuerda sus tiempos alegres en el prostíbulo La Casa del Molino. El detective le revela que tiene nueva información sobre su posible participación en una inhumación clandestina. Simón confiesa su culpabilidad y le cuenta los detalles. El detective termina su reporte por escrito y solicita a Simón que firme. Sin entender la implicación, Simón firma. El capitán Bedoya llega con un ramo de rosas a El Casino del Danzón por un boquete en la pared. Las hermanas le dan la bienvenida. Le da las rosas a Serafina y ella, expresando su gusto al verlo nuevamente, recibe las flores y las coloca en un florero. Le dice al capitán que le encantan las rosas pero que las orquídeas son sus favoritas. Arcángela se disculpa y empieza a subir. Desde la escalera mira la sala oscura y expresa su deseo de que no hubieran sucedido tantos tristes acontecimientos.
- Escena 3: El Casino del Danzón (En la sala principal del prostíbulo, cinco meses antes, el 15 de septiembre de 1962). Es la tarde del día inaugural de El Casino del Danzón. Arcángela, Blanca y las otras prostitutas realizan los últimos preparativos para las celebraciones. El ambiente de fiesta anima a Blanca a recordar cómo empezó a trabajar para las hermanas Baladro. Las prostitutas expresan su admiración por Blanca, una experta en el oficio. Entran Serafina y Simón. Acaban de regresar de un viaje de compras a la capital del estado. Serafina y Arcángela están muy felices con su próxima inauguración. Un encargo de luces de colores aún no realizado por Humberto Baladro, el hijo de Arcángela, inicia un intercambio entre las hermanas sobre su comportamiento reciente. Él ha sido visto en el pueblo con Conchita Cervantes, la hija de un poderoso traficante de drogas de la región, y les preocupa su bienestar. De pronto, Humberto llega con las luces faltantes. Blanca, aparte, confiesa su relación amorosa con Humberto. Él desea ausentarse inmediatamente pero las hermanas lo aconsejan sobre el peligro que corre al andar en público con Conchita. Humberto expresa su felicidad de estar enamorado de Conchita pero también tranquiliza a su mamá y a su tía: él carga su pistola y se sabe cuidar. Conchita entra sorpresivamente al prostíbulo. Había estado esperando a Humberto en el automóvil. Humberto la presenta a su mamá y a su tía. Las prostitutas admiran a la joven pareja, excepto Blanca, que hace comentarios sarcásticos. Conchita igualmente expresa su amor por Humberto y asegura a las hermanas que Humberto no corre peligro. Arcángela los bendice y ellos se despiden.
- Escena 4: En la cocina (De El Casino del Danzón). Simón entra en la cocina y empieza a preparar el pan para el horno. Cuando Blanca entra en la cocina, él canta alegremente sobre el oficio del panadero. Blanca se une a su canción e igualmente canta sobre su oficio. Las prostitutas terminan los últimos detalles. Simón y Blanca cantan un dueto sobre una telenovela ficticia en la que ellos serían los protagonistas. Blanca le cuenta una historia de su vida sobre un romance, sin éxito, con un joven policía. Al darse cuenta de la tristeza que los ha abrumado, vuelven a cantar la canción de sus respectivos oficios.
- Escena 5: Humberto y Conchita (Afuera de la casa de la familia Cervantes en la ciudad de Concepción de Ruíz). Después de una tarde de amor, Humberto acompaña a Conchita a su casa. Humberto no quiere dejarla y le pide a Conchita que se quede afuera con él un poco más. Conchita se preocupa por la hora y por las sospechas que va a causar su larga ausencia. Finalmente convence a Humberto, se dicen adiós y ella entra en su casa. Humberto se queda afuera, enciende un cigarrillo. Si bien su enamoramiento con Conchita es quizás lo mejor que le ha sucedido, no es capaz de apreciarlo. Sonríe al recordar sus recientes sesiones clandestinas en las madrugadas con Blanca cuando escucha un griterío dentro de la casa de Conchita. Claramente se escucha que alguien golpea a Conchita y ella grita de dolor. Humberto entra en el jardín, saca su pistola y dispara sobre la chapa de la puerta. La puerta cede y entra en la casa.
- Escena 6: La gran inauguración (En la sala principal de El Casino del Danzón). Serafina y Arcángela estrenan sus nuevos vestidos de noche. Hacen comentarios exagerados sobre ellas mismas, sus prostíbulos y su futuro. Simón abre la puerta principal y los primeros invitados empiezan a llegar. El capitán Bedoya las saluda militarmente. Don Pepe, el banquero, hace comentarios sobre su excelente salud financiera y sorpresivamente llega el alcalde, un poco borracho. Las hermanas llaman a las prostitutas para que bajen. Mientras Arcángela presenta a cada una de las prostitutas a los invitados, Serafina le advierte a don Pepe que está a su disposición una nueva muchacha del negocio. Le confía que es virgen y lo conduce a ella. Mientras tanto, el alcalde se siente atraído por Simón y se lo confiesa. Las luces bajan de intensidad y hace su aparición Blanca en un vestido ajustado de cuero negro, un antifaz y con un látigo en la mano. Canta una canción sobre el placer sádico. Serafina regresa y Simón se queja con ella sobre los avances del alcalde. Serafina lo convence de no provocar un disgusto al alcalde. Arcángela prende la sinfonola y todos bailan. El alcalde se anima y saca a bailar a Simón, y este acepta a condición de que sea un solo baile. Coinciden en la pista cuando se inicia un tango. Las demás parejas los dejan bailar solos y se escuchan varios comentarios burlones. Al terminar Simón le da las gracias y se disculpa. Los comentarios y burlas continúan y el alcalde, aislado y sintiendo vergüenza, sale a la calle. La concurrencia continúa bailando y riéndose del incidente. Serafina le comenta su preocupación al capitán Bedoya. Él la tranquiliza y además la saca a bailar. Arcángela le hace una señal, y ambas desde un balcón aparecen con una campana y una bandera nacional. Gritan los tradicionales vivas a los héroes de la Independencia y los concurrentes contestan los vivas y además algunos añaden otros para las hermanas. De pronto Humberto entra pálido y torpemente al prostíbulo. Pregunta por su madre y cae ensangrentado.

### Acto Segundo
- Escena 1: El velorio (En la sala principal de El Casino del Danzón al siguiente día). Las hermanas Baladro y las prostitutas velan a Humberto, que ha muerto. Blanca les confiesa a Arcángela y Serafina que ella había estado deseando por algún tiempo dejar el prostíbulo e iniciar una nueva vida. Les explica que por ese motivo se dejó embarazar de Humberto, ya que cargando el nieto de Arcángela no la obligarían a abortar para seguir trabajando. Arcángela encuentra consuelo al entender que habrá un descendiente. Las hermanas están de acuerdo y aceptan que Blanca deje el negocio en poco tiempo. Ante la sorpresa de todos, Conchita, con un moretón en la cara, se aparece en la puerta, entra y se acerca al ataúd de Humberto y empieza a llorar. Después va con las hermanas y les cuenta sobre la balacera de la noche anterior. Humberto mató a su papá pero también fue herido. Ella atendió la herida de Humberto pero él insistió en huir del lugar antes de que llegara la policía. Explica que Humberto no sentía que la herida fuera de gravedad y que podría llegar hasta el prostíbulo. Agrega que también ella ha abandonado a su familia, pero que sus hermanos la están buscando. Les pide refugio. Serafina y Arcángela se miran en silencio, entendiendo que Conchita puede convertirse en otra de sus empleadas. Tocan en la puerta y rápidamente la esconden. Entra un policía que les informa que por órdenes de la Alcaldía se cierra el prostíbulo y deben desalojarlo, ya que el local será clausurado. Serafina le da unos billetes al policía y le dice: de acuerdo, nos iremos.
- Escena 2. La Confrontación (En la sala principal de El Casino del Danzón, clausurado, dos semanas más tarde). Las prostitutas, ahora prisioneras viviendo en secreto dentro del prostíbulo clausurado, terminan de comer una cena ligera. Blanca, que ya ha empacado y pretende dejar el lugar en la mañana, no deja de sentir celos hacia Conchita. Blanca se burla de ella y la acusa de ser la causa de la muerte de Humberto. Empiezan a pelear. Conchita, que es más fuerte, logra golpear la cabeza de Blanca contra el suelo varias veces. Serafina y Arcángela llegan pero ya es demasiado tarde: Blanca está muerta. Horrorizada, Arcángela le dice a Conchita que Blanca estaba embarazada del hijo de Humberto. Conchita, igualmente horrorizada, abraza el cuerpo de Blanca y llora por ella y por su hijo. Arcángela sale del cuarto y regresa con una pistola. Dispara sobre Conchita tres veces, matándola. Voltea hacia el grupo de prostitutas y las amenaza si tratan de escapar.
- Escena 3. En un hotel de Acapulco (Un cuarto de hotel de Acapulco, un mes después). Serafina y Simón, agotados por los tristes acontecimientos acaban de llegar a Acapulco por carretera. Ella se queja del calor y de la humedad pero además está enojada con Simón. Le había pedido que la despertara cuando el mar estuviera a la vista. Él no le dio importancia y lo olvidó. Se reconcilian, cantan por su amor, planean pasar un día en la playa y sueñan con abrir una panadería en el pueblo de Simón. Simón empieza a desvestirla y ella, tratando de expresarle su amor, le confiesa algo que lo hace enojar. En el pasado, por tener temor de perderlo, Serafina maniobró para que él fuera encarcelado. Reaccionando a esta confesión. Simón sale del cuarto con la excusa de ir a comprar una botella de ron, pero solamente la está engañando: no piensa regresar. Serafina, obedeciéndolo, se queda espiándolo en la ventana.
- Escena 4. La aparición (En el apartamento del detective Luis Pacheco, cuatro meses después). El detective Luis Pacheco se ha desvelado tratando de resolver el caso de Simón Corona. Exhausto, se recuesta en su cama y se queda dormido. Se le aparece un fantasma. El detective, entre sueños, la reconoce: es Blanca, su novia cuando apenas empezaba de policía. Blanca le dice que ella ya ha muerto. Le explica cómo murió y de cómo su cuerpo y el de Conchita Cervantes fueron enterrados en el patio trasero de un prostíbulo. También sabe de las muertes violentas de otras prostitutas y de sus inhumaciones. El detective reconoce que esta información no le es extraña y hace la conexión con el caso de Simón Corona. Le dice a Blanca que no han podido localizar a las hermanas Baladro. Creen que están fuera del país. Blanca le dice que el capitán Bedoya es la clave para resolver el caso. Sólo tiene que rastrearlo, pues es el amante de Serafina. Blanca empieza a alejarse, le dice adiós y desaparece.
- Escena 5. La última noche (En la sala principal del prostíbulo clausurado El Casino del Danzón, una semana después). Serafina y el capitán Bedoya se han dormido después de haberse emborrachado en el sofá. A medianoche, las prostitutas bajan en silencio y empiezan a cruzar la sala con una escalera. Serafina y el capitán se despiertan, prenden la luz y las descubren. El capitán les ordena que se detengan. Las prostitutas, desanimadas, obedecen y dejan la escalera en el piso. Arcángela, al escuchar sus voces, reconoce lo que está sucediendo. Baja y empieza a disparar sobre las mujeres. Dos de las mujeres caen heridas, pero la pistola se traba. Las mujeres reaccionan y atacan a Arcángela y, amenazándola con un cuchillo, mantienen a raya a Serafina y al capitán. Las mujeres exigen su libertad. El detective Luis Pacheco, que en esta ocasión había seguido al capitán hasta el prostíbulo clausurado, sorprende a todos entrando por el boquete con varios policías. Ordena a todos los presentes que se detengan y que se den presos. Las prostitutas, sintiéndose rescatadas, acusan a las hermanas de haberlas tenido prisioneras contra su voluntad. También le informa a Pacheco sobre los cuerpos enterrados en el patio. Desde el segundo piso, solamente visible para Pacheco, el fantasma de Blanca mira con satisfacción lo acontecido.
- Escena 6. La visita (En el área de visitantes de la cárcel de mujeres, seis años después). Simón Corona visita a Serafina, que está en la cárcel. Él acaba de salir libre después de cumplir su sentencia. Ambos sonríen al poder verse nuevamente y muy pronto se ha reanimado su viejo amor. Serafina siente remordimiento por todo lo acontecido y le pide perdón a Simón. Él la perdona e igualmente, avergonzado de su propio comportamiento, le pide a ella que lo perdone. Serafina lo hace y le dice que él ha sido siempre su único amor. Simón le promete que la esperará hasta que termine su condena de treinta y cinco años y que la visitará regularmente. El tiempo de visita ha terminado y se despiden. Con la salida de Simón, el guardia abraza a Serafina y ella responde a sus afectos. Serafina le dice que es necesario que se lleve a cabo un trabajito afuera.

## Estilo

### Música
Sin pretensiones nacionalistas, el autor integra en su composición formas, ritmos y elementos armónicos de la música latinoamericana. El lenguaje utilizado por el compositor es completamente tonal. Lo más admirable de la música de esta ópera es que a través del uso de los ritmos y danzas de origen latinoamericano, el realismo cruel de la trama es transformado en un aura temperamental llena de sensualidad, humor y dinamismo.

## Datos históricos

### Reparto del estreno
| Papel                          | Tesitura     | Estreno Mundial 7 de julio de 2001 Teatro Calsate Los Ángeles, California |
| ------------------------------ | ------------ | ------------------------------------------------------------------------- |
| Arcángela Baladro              | soprano      | Deborah Mayhan                                                            |
| Serafina                       | mezzosoprano | Gizelxanath Rodriquez                                                     |
| Blanca Mendoza                 | soprano      | Marine Ter-Kazaryan                                                       |
| Conchita Cervantes             | soprano      | Anita de Simone                                                           |
| Simón Corona                   | barítono     | Benito Galindo                                                            |
| Humberto Baladro               | tenor        | Marco Antonio Labastida                                                   |
| El detective Luis Pacheco      | tenor        | Gabriel Reoyo Pazos                                                       |
| El alcalde Jorge de la Cruz    | tenor        | Gabriel Reoyo Pazos                                                       |
| El capitán Hermenegildo Bedoya | barítono     | Dennis Rupp                                                               |
| Don Pepe/Santiago              | tenor        | David Hodgson                                                             |
|                                |              | Dirección: René Arevena                                                   |

### Recepción
* 07.07.2001: Teatro State Playhouse de Cal State LA, Los Ángeles, California (estreno absoluto)
* 28.07.2001: Centro Cultural Tijuana, México (estreno en México)